# 遠野町上根本
遠野町上根本（とおのまち かみねもと）は、福島県いわき市の大字である。郵便番号は972-0252。

## 地理
いわき市西部の遠野地区に属する。北東で三和町合戸、東で遠野町深山田、南東で遠野町根岸、南西で遠野町大平、北西で遠野町入遠野とそれぞれ隣接する。概ね町村制施行以前の菊多郡上根本村の流れを汲む地域である。二級水系鮫川支流の根本川（上遠野川二次支流）上流域と折松川（入遠野川二次支流）上流域を主な範囲とする。川沿いの平野部に水田が広がり、特に南西部の折松川と入遠野川の合流点付近の平地に公民館などが置かれた集落が広がる。その他域内の大部分は山林が広がり、北東側には三大明神山が聳える。植田町内に所在するいわき南警察署及び遠野町根岸に所在する常磐消防署遠野分遣所がそれぞれ管轄にあたる。

### 主な字
字
- 中内
- 根本
- 早川
- 川畑
- 白坂
- 上原田

- 荒神平
- 表
- 小谷
- 豆田
- 下原田
- 大師堂

- 神会
- 鹿野
- 下戸内
- 坂下
- 岩崎
- 矢本

- 堂ノ越
- 折松
- 冷水
- 前田
- 清水
- 塩ノ塚

### 山岳
- 三大明神山

### 河川
- 根本川（二級水系鮫川水系上遠野川支流）
  - 白坂川
  - 成沢川
  - 矢本川
- 入遠野川（二級水系鮫川水系）
  - 折松川
    - 豆田川
    - 下戸内川
    - 鹿野川

  - 冷水川
    - 弁月沢

## 歴史
- 1873年 - 棚倉藩領上根本村が下根本村を併合し上根本村となる[4]。
- 1879年1月27日 - 上根本村が福島県内における郡区町村制の施行により菊多郡の村となる[4]。
- 1889年4月1日 - 町村制の施行により上根本村が入遠野村、大平村と合併し、入遠野村が発足する。旧上根本村域は入遠野村の大字となる。[4]。
- 1896年4月1日 - 菊多郡と周辺郡との合併により石城郡が発足し、石城郡入遠野村となる[4]。
- 1955年3月31日 - 入遠野村が上遠野村と合併し遠野町が発足し、遠野町の大字となる[4]。
- 1966年10月1日 - 遠野町が平市・磐城市・常磐市・勿来市・内郷市、石城郡小川町・四倉町・川前村・田人村・好間村・三和村、双葉郡久之浜町・大久村と合併しいわき市となり、いわき市遠野地区の大字となる[4]。

## 世帯数と人口
2023年10月31日現在の世帯数と人口は以下の通りである。
| 大字         | 世帯数  | 人口  |
| ------------ | ------- | ----- |
| 遠野町上根本 | 194世帯 | 530人 |

## 小・中学校の学区
市立小・中学校に通う場合、学区は以下の通りとなる。
| 番地 | 小学校               | 中学校               |
| ---- | -------------------- | -------------------- |
| 全域 | いわき市立遠野小学校 | いわき市立遠野中学校 |

## 交通

### 道路
- 福島県道20号いわき上三坂小野線
- 一級市道白幡表線
- 一級市道合戸上根本線

## 施設
- 旧いわき市立入遠野中学校
- 上根本公民館